# 27749 Tsukadaken
27749 Tsukadaken è un asteroide della fascia principale. Scoperto nel 1991, presenta un'orbita caratterizzata da un semiasse maggiore pari a 2,591834 UA e da un'eccentricità di 0,163719, inclinata di 3,571785° rispetto all'eclittica. Ha un diametro di 3,449 km.